# Héctor Baldassi
Héctor Walter Baldassi (født 5. januar 1966) er en argentinsk fodbolddommer. Han har dømt internationalt under det internationale fodboldforbund FIFA siden 2000, hvor han er placeret i den sydamerikanske dommergruppe. Han debuterede ved en VM slutrunde i 2010 efter forinden at have dømt 7 kampe i den sydamerikanske kvalifikationsturnering.
Ved siden af den aktive dommerkarriere arbejder Rodríguez inden for forretningsverdenen.

## Karriere
Rodríguez har deltaget ved en VM slutrunde (2010), hvor det samlet blev til 4 kampe.

### VM 2010
- Serbien –  Ghana (gruppespil)
- Holland –  Japan (gruppespil)
- Schweiz –  Honduras (gruppespil)
- Spanien –  Portugal (ottendedelsfinale)